# Nicolae Abramescu
Nicolae Abramescu (n. 1884, Târgoviște – d. 11 februarie 1947, Cluj) a fost un matematician român, profesor la Universitatea din Cluj, fondator al Facultății de Științe cu secțiile matematică, fizică, chimie, științe naturale, geografie a Universității “Regele Ferdinand”. Secția de matematică avea catedrele: matematici generale, mecanică, teoria funcțiilor, analiză, algebră, astronomie. Abramescu preda geometrie descriptivă.
Din 1921 devine profesor la Universitatea București. A contribuit la organizarea Societății de Științe din Cluj și a primului Congres Național al matematicienilor români (Cluj 1929), care s-a bucurat de participarea lui Vito Volterra, cuvântul inaugural fiind rostit de Gheorghe Țițeica. Cu acest prilej debuta, la Cluj, revista “Mathematica”, cu membru fondator N. Abramescu. La revista "Mathematica" colaborau peste 150 de matematicieni din toată lumea.
În 1941 a fost unul dintre cei 26 de profesori universitari semnatari ai protestului față de actul de cedare a Ardealului de Nord alături de Ion Mușlea, D. D. Roșca, Gheorghe Spacu ș.a. Participa activ în perioada 1941-1943 la funcționarea Cercului matematic al Societății de Științe din Cluj aflat în refugiu la Timișoara.
Era membru titular al Academiei de Științe din România începând cu 5 iunie 1943.

## Contribuții
Contribuțiile sale au vizat domeniul algebrei (ecuații algebrice), al geometriei (în special geometrie afină), al analizei matematice (serii de polinoame de variabilă complexă) și al mecanicii.
A fost și autor de manuale.

## Scrieri
- Introducere elementară în studiul analitic al geometriilor neeuclidiene și noțiuni elementare de geometrie vectorială, cea mai valoroasă lucrare a sa
- 1927:  Geometrie analitică
- 1930: Lecțiuni de geometrie pură infinitezimală, (inspirată după Albert Châtelet, Gaspard Monge, Joseph-Louis Lagrange)
- 1934: Noțiuni de algebră financiară(Manual pentru clasa a 6-a liceală).